# General Electric F414
El General Electric F414 es un motor turbofán de post-combustión de la categoría de empuje de las 22.000 lbf (98 kN) y fabricado por GE Aviation.  El F414 fue desarrollado del exitoso motor turbofán F404, para su uso en el Boeing F/A-18E/F Super Hornet.

## Diseño y desarrollo

### Origen
GE transformó el F404 en el F412-GE-400 turbofán sin post-combustión para el A-12 Avenger II. Tras la cancelación del A-12, los esfuerzos de investigación se dirigieron directamente a la búsqueda de un motor para el F/A-18E/F Super Hornet. GE decidió hacer el F414 como una derivación de bajo riesgo del F404, en lugar de arriesgarse con un nuevo motor. De hecho, el F414 fue ideado originalmente sin usar ningún nuevo material o proceso (respecto del F404), y fue diseñado para instalarse en el mismo campo de pruebas que el F404.

### Diseño
El F414 usa el núcleo del F412 y su control total digital del motor (FADEC), además del sistema de baja presión del motor YF120 desarrollado para la competición del Caza Táctico Avanzado. Una de las mayores diferencias entre el F404 y el F414 es la sección de fan. El fan del F414 es mayor que el del F404, pero más pequeño que el fan para el F412. La mayor sección de fan incrementa el flujo de aire en un 16% y es 12,5 cm. más largo. Para lograr alcanzar las dimensiones del F404, la sección de post-combustión fue recortada en diez centímetros y la cámara de combustión en 2,5 centímetros.

### Desarrollo actual
El F414 continúa siendo mejorado, tanto por los esfuerzos internos de GE como por los fondos federales de los programas de desarrollo. En 2006, GE  probó un Motor de Larga Duración (EDE) con un núcleo avanzado. El motor EDE proporciona un 15% de incremento de empuje o un alargamiento de su vida sin el incremento de empuje. Tiene un compresor de seis etapas de baja presión (en lugar de las siete del F414 estándar) y una turbina avanzada de alta presión. El nuevo compresor debería ser un 3% más eficiente. La nueva turbina de alta presión usa nuevos materiales y un nuevo curso de distribución del aire refrigerante a los álabes. Estos cambios deberían incrementar la capacidad de temperatura de turbina hasta los 101 °C.  El EDE está diseñado para incrementar su resistencia a los daños por objetos extraños, y una disminución en el consumo de carburante.

## Variantes
F414-GE-400

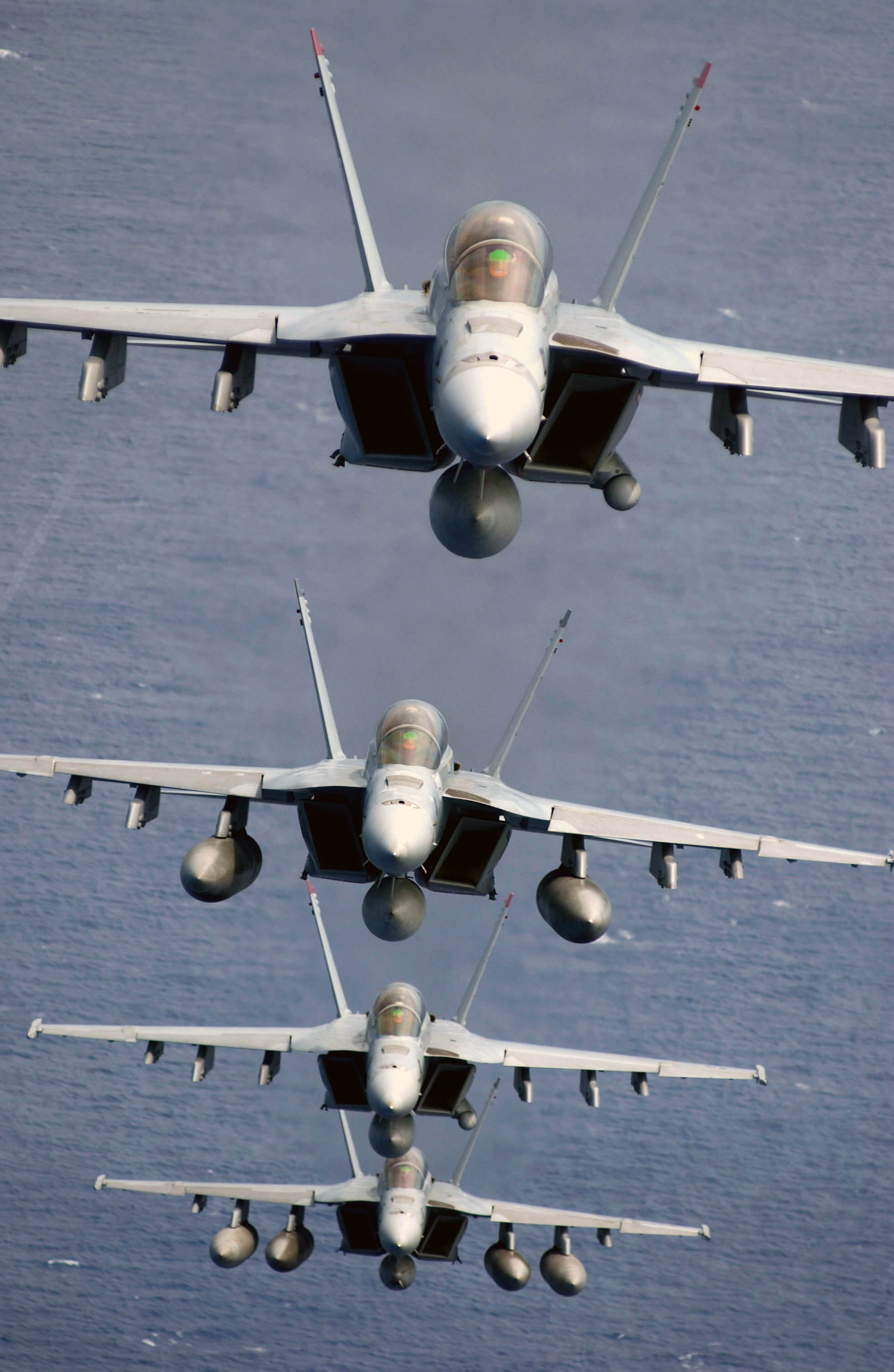
F/A-18 Super Hornets, motorizados por el F414-GE-400.

- Esta variante opera en el Boeing F/A-18E/F Super Hornet. Fue también propuesta para el nunca construido F-117N; variante del F-117 Nighthawk.[9]

F414-EDE
- La variante "EDE", incluye una turbina de alta presión mejorada (HPT) y un núcleo de alta presión (HPC).[10]

F414M
- Usado por el EADS Mako/HEAT. Presenta un empuje en seco de 12.500 lbf (55,6 kN) / 16.850 lbf (75 kN) en húmedo.[11]  Esta variante ha sido propuesta para el avión de ataque coreano A-50.[5]

F414G
- Esta variante es producida para el Saab JAS 39 Gripen Demonstrator.[12]

F414BJ
- Propuesto para el Dassault Falcon SSBJ. Esta variante podrá producir 12.000 lbf de empuje sin usar la post-combustión.[13][14]

## Aplicaciones
- Boeing F/A-18E/F Super Hornet
- EADS Mako/HEAT
- JAS 39 Gripen

## Especificaciones[15][16]

### Características generales
- Tipo: Turbofán
- Longitud: 3,9 m
- Diámetro: 0,899 m
- Peso en seco:  1.110 kg

### Componentes
- Compresor de baja (LPC): 3 etapas
- Compresor de alta (HPC): 7 etapas
- Turbina de alta (HPT): 1 etapa
- Turbina de baja (LPT): 1 etapa

### Rendimiento
- Empuje: 63,4 kN (13.500 lbf) sin postquemador / 97,8 kN (20.000 lbf) con postquemador
- Consumo específico: 80,9 Kg/kNh sin postquemador 173,9 Kg/kNh con postquemador
- Relación consumo a potencia: 
  - 1:0.78 sin  postquemador
  - 1:0.56 con postquemador
- Relación empuje a peso:  aprox 9:1

### Motores similares
- Eurojet EJ200
- Snecma M88
- General Electric F110
- General Electric F404
- Pratt & Whitney F100
- Pratt & Whitney F119
- Pratt & Whitney F135